# Amphisbaena neglecta
Amphisbaena neglecta là một loài bò sát trong họ Amphisbaenidae. Loài này được Dunn & Piatt mô tả khoa học đầu tiên năm 1936.